# BIZCOLI
BIZCOLI(ビズコリ)は、福岡県福岡市中央区渡辺通の電気ビル共創館にある有料の会員制図書館。九州経済調査協会が運営。九経調経済図書館を前身とする。2012年（平成24年）に福岡市中央区大名からの移転に伴い、名称を変更し拡充した。
九州における、起業、ビジネス、異業種とのコミュニケーションなどを含めた交流の場としての図書館であり、コワーキングスペース、ラウンジ、ミーティングルームを併設し、経済、統計、専門書を中心に蔵書は約20万冊。

## 沿革
1946年10月25日に九州経済調査協会（九経調）の創立総会が行われる（2013年4月に公益財団法人化）。
1957年（昭和32年）、同協会により「専図協 九州地区協議会資料センター」が橋口町（天神4丁目）に開設。のちに「九経調経済図書館」となる。調査情報、統計情報、経済専門書などが閲覧可能であった。
1972年（昭和47年）6月に九州経済調査協会の25周年記念事業として大名1丁目に九経調ビルが落成。図書館機能が中核となる建物となり、九州地区の資料センターとして機能。
九州経済調査協会の50周年記念事業として行われた1997年（平成9年）10月27日の改装時には、広さを従来の1.7倍の424平方メートルに拡充。蔵書数は27万冊となり、2011年（平成23年）時点では30万冊の蔵書があった。
2000年代に入り、政府統計や自治体の報告書がウェブ公開されるようになると図書館の利用が鈍化し、利用者数が3分の1以下に減っていった。そこで書籍を中心とする図書館としての役割のほか、個人の持つ知識やノウハウがシェアできる場として、スタッフ、利用者相互のコミュニケーションを重視し、ビジネスや地域のトピックに関するセミナーを開き、会員間のネットワークを構築する場所としての専門図書館への変換が計画された。
2012年（平成24年）4月、電気ビル共創館への移転に伴い、九経調の職員の発案により名称をBIZCOLI（Biz Communication Library）としてリニューアル。面積は567平方メートルに拡げたが、蔵書数は20万冊に減らし（開架は1万冊）、来場者同士のコミュニケーションが円滑になるようラウンジやコワーキングスペースを設置した。交流ラウンジの割合は敷地面積の4割を超える。
同年9月に九州経済調査協会のオフィスと合わせ2012年度の第25回日経ニューオフィス賞の九州・沖縄ニューオフィス奨励賞を受賞。設計・デザインは高須学、本のディレクションとレイアウトは幅允孝による。
2015年（平成27年）6月、専門図書館協議会の団体功績賞を受賞。
移転により九経調経済図書館時代よりも利用者が増え、2013年（平成25年）には年間10000人に、2016年には15000人に増えた。

## 特徴
六本木ヒルズライブラリーを参考に、パソコンスペースやラウンジを設け、ビジネスセミナーやイベントも行う。大学や九州国立博物館とのコラボセミナーなど、セミナーや勉強会を週1-2回ペースで開催。「会員の人脈やビジネスの拡大をサポートする」と紹介されている。蔵書にはできる限りラベルを貼らず、貼る場合も目立たない箇所にしている。レゴなどの玩具や、飛び出す絵本などもあり、極力表紙が見えるレイアウトにし、交流ゾーンには音楽が流れる。
発行から5年未満の書籍を中心に排架し新鮮さを保つ、スタッフにはライブラリアンのほかイベントの司会業、空港カウンター業務経験者などを採用し利用者重視を打ち出す、などの特徴を備える。
コンセプトは九州における「知の集積・交流・創造拠点」。運営母体がシンクタンクである九州経済調査会であるため、ビジネスレファレンスに強みを持つ。
心理学者で九州大学芸術工学研究院の妹尾武治は九州における経済界と研究業界をつなぐ場所であると評し、BIZCOLIでの出会いからの人脈形成に最高のスポットと述べている。

## サービス
九州経済調査協会の会員と賛助会員企業・団体に属する個人、および一般個人向けに開放。
九州経済調査協会の会員と賛助会員企業・団体に属する個人は平日10時-18時まで無料。
月額（定期会員）プランとビジター（1回利用）プランがある。
日本経済新聞（日経テレコン）、西日本新聞（パピルス）記事データベース、DATASALAD（九州地域経済分析プラットフォーム）が無料で利用可能。半個室タイプのワークデスク15席。
- 開館時間[28] - 平日10時-22時　土曜日10時-18時
- 休館日[28] - 日祝日、年末年始、創立記念日

## アクセス
- 地下鉄 七隈線「渡辺通駅」下車 (電気ビルに直結)[31]